# Дайті-2
«Дайті-2», ALOS-2 — японський штучний супутник Землі, запущений у 2014 р.

## Загальний опис
Виведений на орбіту ракетою H2A з космодрому Танеґасіма (префектура Танеґасіма).
Перший супутник «Дайті», призначений для моніторингу земної поверхні і океанів, був запущений у 2006 р. «Дайті-2» — вдосконалена версія супутника.
Супутник оснащений надчутливим радаром і буде стежити за наслідками землетрусів, вулканічною діяльністю і змінами поверхні земної кори. Радар дозволить розрізняти об'єкти на Землі розміром у три метри. «Дайті-2» буде передавати інформацію і вести зйомку території, де сталося стихійне лихо, що дозволить точно оцінити його масштаби і наслідки. Інформація, отримана за допомогою супутника, стане вихідним матеріалом при плануванні відновлювальних робіт у постраждалих районах.